# Alsószölnök
Alsószölnök là một thị trấn thuộc hạt Vas, Hungary. Thị trấn này có diện tích 10,02 km², dân số năm 2010 là 377 người, mật độ 38 người/km².